# 143 (nombre)
Cet article concerne le nombre 143. Pour l'année, voir 143 et -143.
143 (cent quarante-trois) est l'entier naturel qui suit 142 et qui précède 144.

## En mathématiques
Cent quarante-trois est :
- la somme de trois nombres premiers consécutifs (43 + 47 + 53),
- la somme de sept nombres premiers consécutifs (11 + 13 + 17 + 19 + 23 + 29 + 31),
- un auto nombre.

Tout entier naturel est somme de 143 puissances septièmes d'entiers naturels, alors que 142 ne suffisent pas toujours (voir problème de Waring).

## Dans d'autres domaines
Ligne 143 (Infrabel)